# 科林迪亞內
48°57′55″N 25°56′54″E / 48.96528°N 25.94833°E

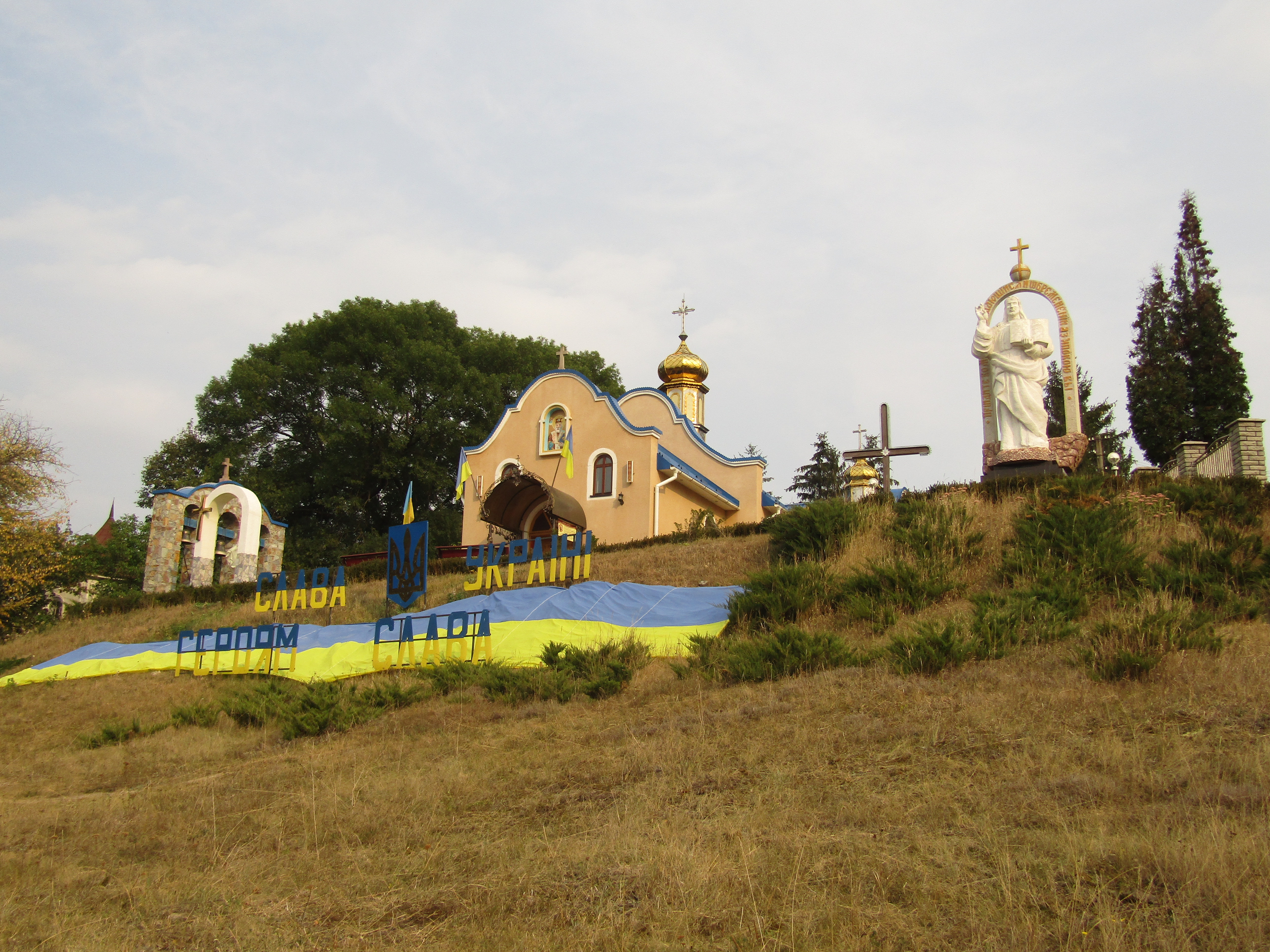
教堂

科林迪亞内（烏克蘭語：Колиндяни），是烏克蘭西部捷爾諾波爾州喬爾特基夫區科林迪亚内市镇里的村庄及其行政中心。處於尼奇拉瓦河畔，始建於1444年，面積0.33平方公里，2001年人口1,759。